# Francisco Suárez (actor)

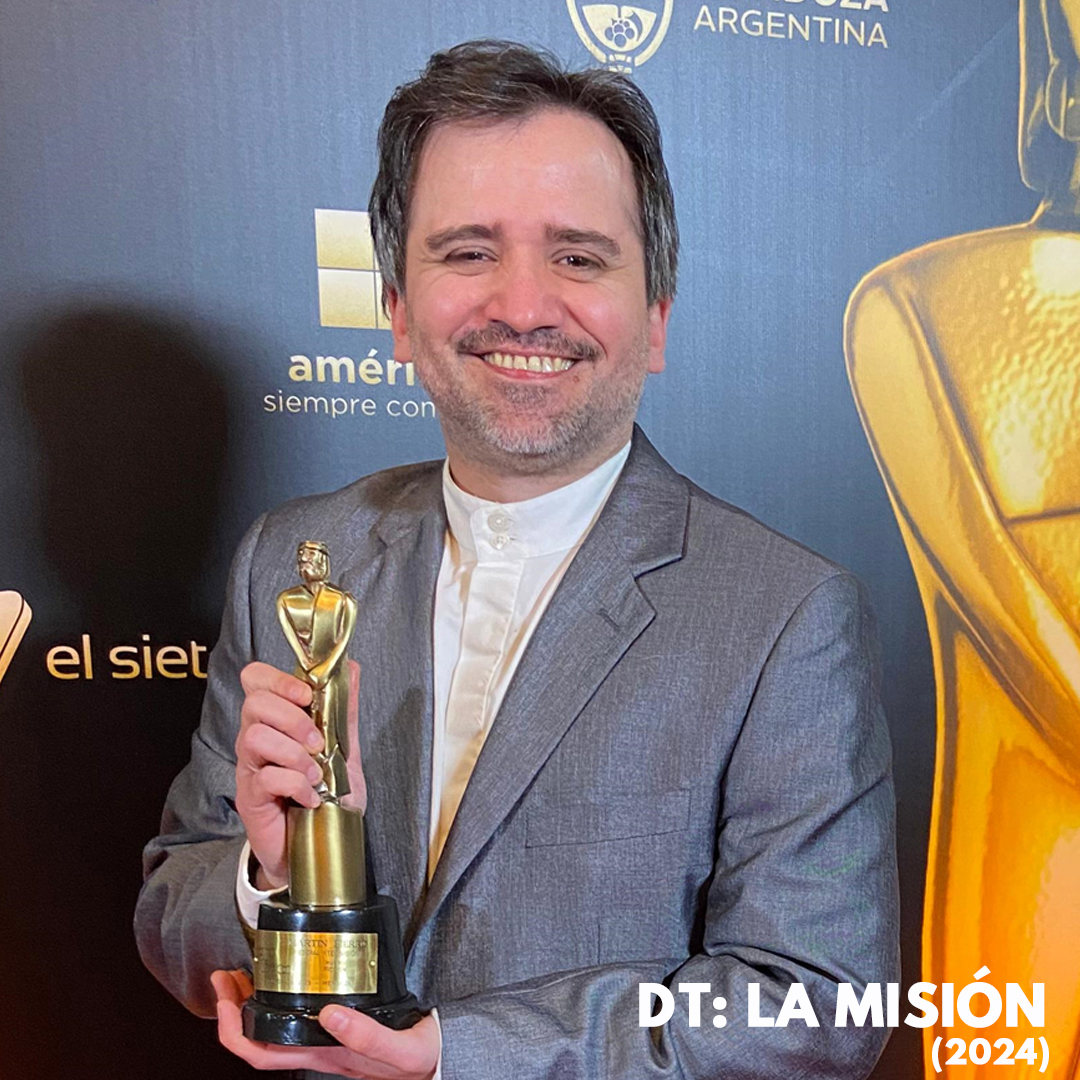
Francisco Suárez durante la entrega de premios Martín Fierro 2024

Francisco Suárez (Belgrano, Buenos Aires; 1 de mayo de 1984) es un actor, autor, director y productor argentino. 
Es el creador de DT, la misión, serie televisiva donde es también protagonista, así mismo “Homenajes en entrevistas”, y “Mendólogos”. Fue  Ganador en dos oportunidades del Martín Fierro Federal «Mejor ficción». En 2019 con Mendólogos (CineAR, Canal 7)  y en 2024 con DT: La Misión (Amazon Prime Video).
Ha desarrollado su carrera en la ciudad donde nació, pero desde el 2014 comenzó a generar mucha actividad teatral y audiovisual en la provincia de Mendoza. También trabaja mucho en los países: Bolivia, Paraguayy Chile.

## Biografía
Hijo de Carlos Suárez Schalum (comerciante) y Biby Scagliusi (maestra jardinera). Tiene ascendencia española, italiana y judía. Es el mayor de 6 hermanos, su primer acercamiento con el arte fue con la música. Francisco ejecuta guitarra, piano y mandolina. También aprendió canto durante su adolescencia y tuvo 3 grupos de rock. Tuvo muchos problemas respiratorios durante su infancia y adolescencia, siendo intervenido en 4 oportunidades quirúrgicamente. 
A los 24 años se volvió vegetariano porque está a favor de los derechos de los animales. También es 4° kyu en Ninjutsu.

## Formación e inicios como actor en teatro
A los 17 años comenzó a estudiar actuación motivado por su madre con Pompeyo Audivert con quien debutó como actor en la obra Derrumbes. En paralelo Francisco comenzó a estudiar cine en la UBA y luego en CIEVYC. 
Luego sus primeros trabajos como actor fueron publicitarios, Francisco realizó durante sus primeros años decenas de publicidades para todo el mundo. 
Luego continuó su formación actoral con Guillermo Angelelli, Augusto Fernándes, Norman Briski y Marcelo Savignone.
Realizó más de 30 obras de teatro a lo largo de toda su trayectoria, de ellas se destaca: Mateo de Armando Discépolo donde interpretó el personaje de Chichillo y la obra teatral "Insólogo", obra que representó a la Argentina durante el FEIM 2017 (Chile).

## Comienzos actorales en cine y televisión
En 2006 le llegó la hora de su debut cinematográfico en el largometraje Fantasma de Buenos Aires (dirigida por Guillemo Grillo y producida por la Universidad del cine). Luego en 2007 realizó la película Hoy dirigida por Luis Hitoshi Diaz
Su debut en televisión fue en el 2009 en la popular serie Casi ángeles  producida por Cris Morena donde acompañó con un personaje de reparto en la tercera temporada a Mercedes Funes quien interpretaba a la villana. También realizó una participación especial durante la cuarta temporada en 2010. 
Su segunda gran oportunidad fue 2015 en la miniserie Signos creada por Adrian Suar y dirigida por el reconocido director Daniel Barone. Francisco interpretó a un policía llamado Parisi durante 14 de los 16 episodios, siendo el último capítulo donde tuvo mayor lugar para demostrar su capacidad actoral junto al reconocido actor Julio Chávez.
En 2017 trabajó como actor en Mendólogos unitario de ficción donde fue protagonista de 1 de los capítulos de la serie donde interpretaba a un político en campaña. En 2020 interpretó a Germán protagonista de serie Mi ex en cuarentena emitida por la señal de televisión y plataforma Cinear.
Finalmente en 2023 llegó su gran protagónico en DT, la misión donde interpreta a Abel Moretti acompañado del gran ídolo del fútbol argentino Sergio Goycochea. Francisco en la serie está acompañado por un elenco de gran trayectoria: Fabián Vena, Luis Ziembrowski, Esteban Prol, Naim Sibara, Katja Alemann, entre los más destacados.

## Trayectoria como autor y productor
Desde sus inicios como actor en teatro Francisco generó sus propias creaciones en la escena teatral independiente argentina con las obras Enfermito, Insólogo, La liga (del remate), ESI y el ciclo teatral Mendólogos.
En 2017 tuvo la oportunidad de llevar Mendólogos a la televisión, transformando el ciclo teatral en un unitario el cual fue producido de forma independiente. El unitario de ficción realizó 2 temporadas, siendo la segunda ganadora del Martín Fierro Federal "Mejor Ficción"). A partir de ahí Francisco quiso seguir generando contenidos donde escribe, produce, actúa y dirige a veces. Los contenidos que realizó además de Mendólogos son: DT: la misión, Mi ex en cuarentena, y Homenajes en entrevistas.
Conformó su productora audiovisual durante 2017 llamada Buenos Andes Contenidos, nombre que eligió dado que su actividad se vincula a dos ciudades de Argentina: Buenos Aires y Mendoza.

## Filmografía
Televisión
| Año       | Título              | Rol                               | Canal                          |
| --------- | ------------------- | --------------------------------- | ------------------------------ |
| 2009-2010 | Casi ángeles        | actor                             | Telefe                         |
| 2015      | Signos              | actor                             | El trece                       |
| 2017-2018 | Mendólogos          | actor, autor, productor           | Canal 7 Mendoza                |
| 2020      | Mi ex en cuarentena | actor, autor, productor, director | CINEAR                         |
| 2023      | DT, la misión       | actor, autor, productor           | Canal 7 - TV Pública - Red Uno |

### Cine
| Año  | Título                   | Personaje | País      |
| ---- | ------------------------ | --------- | --------- |
| 2006 | Fantasma de Buenos Aires | Ventarrón | Argentina |
| 2007 | Hoy                      | Gustavo   | Argentina |

## Premios y nominaciones
| Premios Martín Fierro | Premios Martín Fierro | Premios Martín Fierro | Premios Martín Fierro |
| Año                   | Categoría             | Trabajo nominado      | Resultado             |
| --------------------- | --------------------- | --------------------- | --------------------- |
| 2018                  | Mejor Ficción         | Mendólogos            | Ganador               |
| 2023                  | Mejor Ficción         | DT: LA MISIÓN         | Ganador               |